# Münchweiler an der Rodalb
Münchweiler an der Rodalb är en kommun och ort i Landkreis Südwestpfalz i förbundslandet Rheinland-Pfalz i Tyskland.
Kommunen ingår i kommunalförbundet Verbandsgemeinde Rodalben tillsammans med ytterligare fem kommuner.